# 1981년 로스앤젤레스 영화 비평가 협회상
제7회 로스앤젤레스 영화 비평가 협회상은 1981년 12월 14일에 발표되어 1982년 1월 13일에 열린 시상식이다.

## 수상 및 후보

### 작품상
- 아틀란틱 시티

### 감독상
- 레즈 - 워렌 비티 수상

### 남우주연상
- 아틀란틱 시티 - 버트 랭커스터 수상

### 여우주연상
- 프랑스 중위의 여자 - 메릴 스트립 수상

### 남우조연상
- 미스터 아더 - 존 길구드 수상

### 여우조연상
- 레즈 - 모린 스태플튼 수상

### 각본상
- 아틀란틱 시티 - 존 구아르 수상

### 촬영상
- 레즈 - 비토리오 스토라로 수상

### 음악상
- 랙타임 - 랜디 뉴먼 수상

### 외국어영화상
- 피쇼테 - 헥터 바벤코 수상

### 독립영화상
- Magdalena Viraga - R. Bruce Elder 수상

### 신인상
- 아틀란틱 시티 - 존 구아르 수상

### 공로상
- 바바라 스탠윅 수상

### 특별공헌상
- Kevin Brownlow 수상